# ヨーロッパミヤマクワガタ
ヨーロッパミヤマクワガタ (Lucanus cervus) は、甲虫目クワガタムシ科ミヤマクワガタ属に属するクワガタムシの1種。
本種はヨーロッパを中心に分布していることから、ヨーロッパミヤマクワガタという和名が一般的である。最近では種小名のcervusからケルブスミヤマクワガタ、またヨーロッパを表す言葉であるユーロからユーロミヤマクワガタなどと称される場合もある。ミヤマクワガタ属のタイプ種となっている。

## 分布
イギリス南部からヨーロッパ全域と小アジア、ロシア南西部にかけて分布している。

## 形態
ヨーロッパ最大の昆虫である。
日本産のミヤマクワガタに比べ全体に横幅があり、特に頭部が大きい。ミヤマクワガタとは異なり、体表の微毛は少ない。他のクワガタムシと同様、幼虫時に摂った栄養量により成虫の大きさが左右される。個体変異も顕著で、大型個体では頭部の突起である頭循が発達し、大顎の先端が二股に分かれる他、大きな内歯が1つだけ発達し、その前後に小さな歯が鋸状に発生する。小型個体ではこの内歯も発達が悪くなり、極小個体ではほとんど見られなくなる。
体色は赤みがかった黒色だが、黒みが強くなる個体もある。触角先端は4節になる。

## 生態

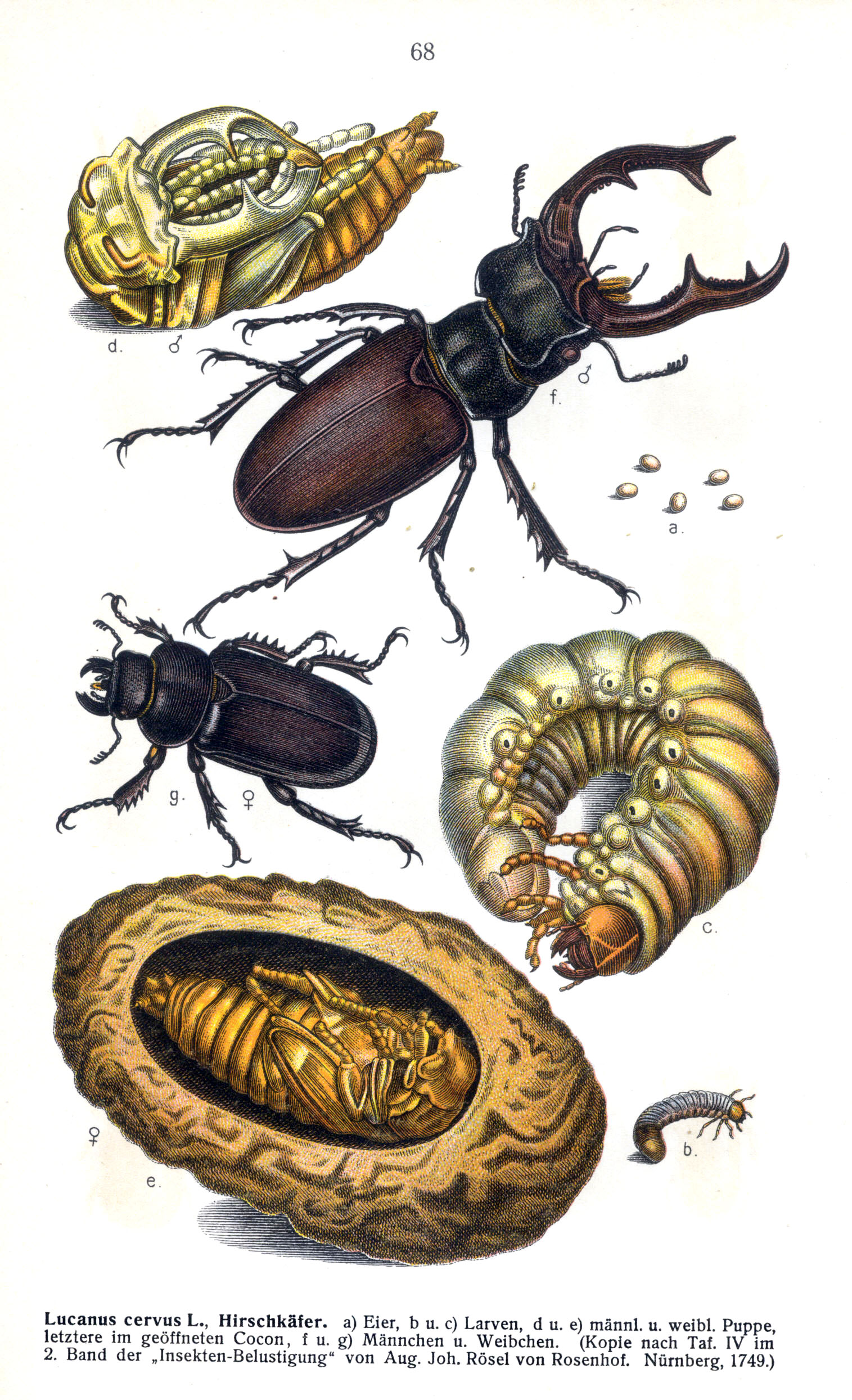
生活史,
ライッタ(著)『甲虫』から

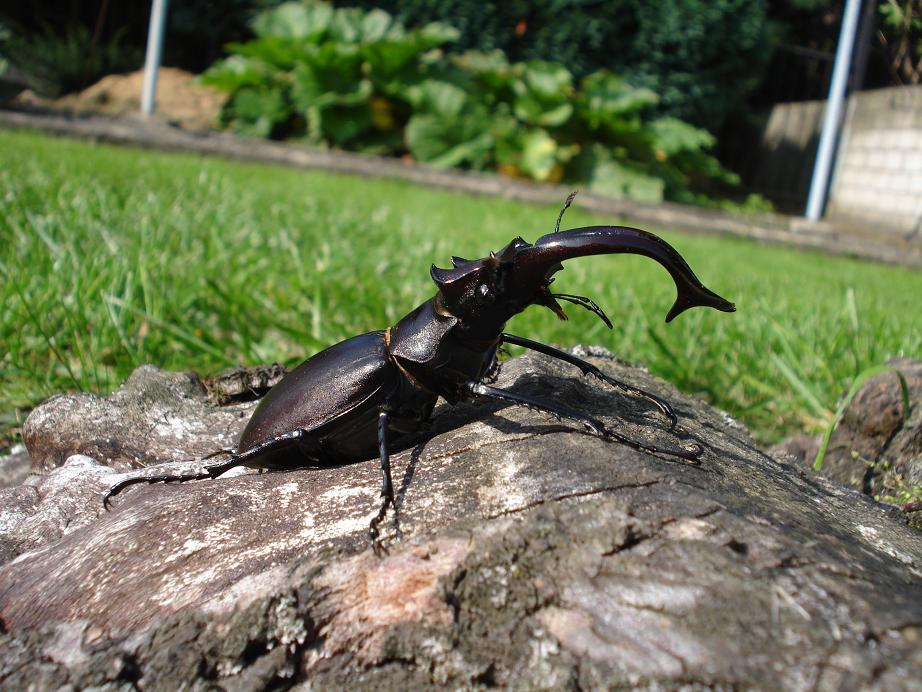
真横から見た世界最大のアクベシアヌスミヤマ

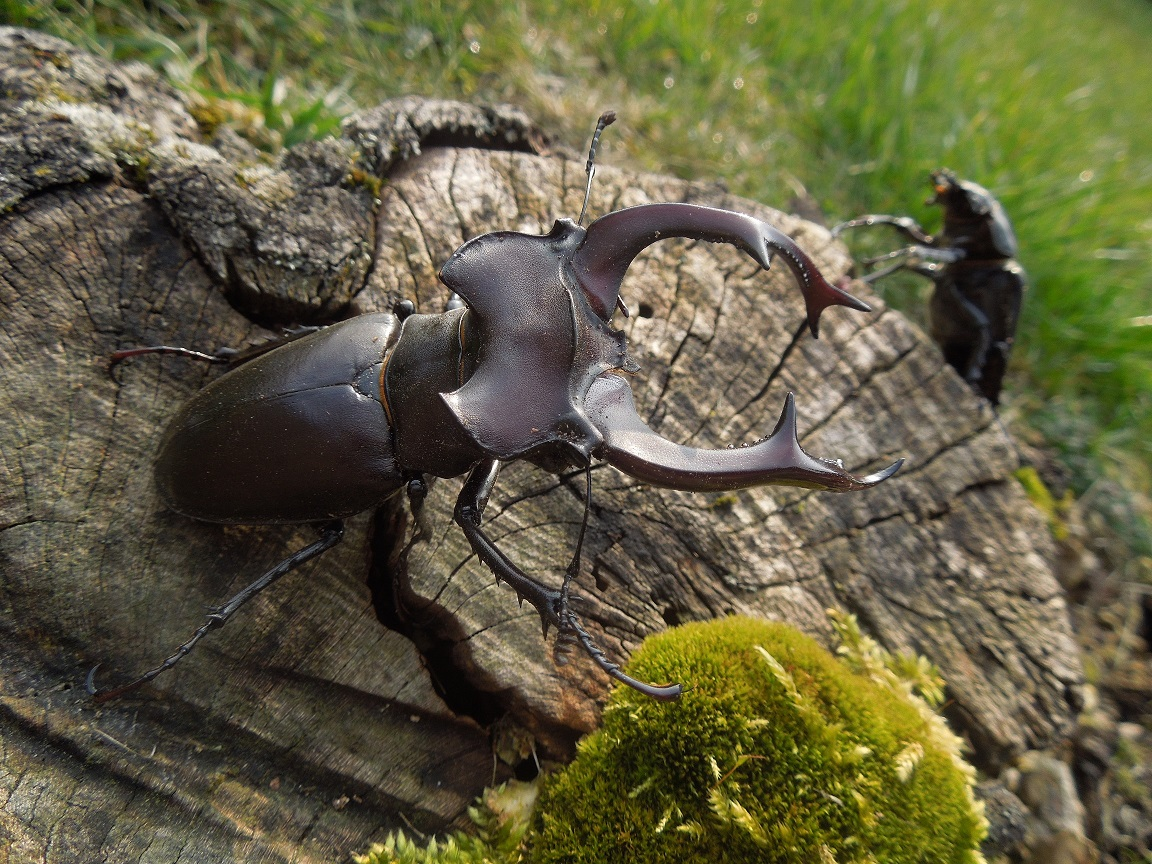
世界最大のユダイクス（ジュダイクス）ミヤマのペア

成虫の活動は春から夏に出現し、8月中には見られなくなる。
コナラ属やクリ属など広葉樹の樹液に集まり、果汁を吸ったりする。灯火にも飛来するが、成虫としての活動期間は2か月から3か月間である。
幼虫は3齢を要し数年かけて（2年から5年）蛹になる。夏に羽化した個体は、翌年の夏になってから蛹室の外に出て来ることもある。また、日本の種に比べ、腐葉土より腐朽が進んだ木を幼虫は好んで食するとされている。
成虫の捕食者はカササギやチョウゲンボウなどの鳥類、アカギツネやヨーロッパトガリネズミSorex aranaeusなどの哺乳類が挙げられる。幼虫はイノシシ・ヨーロッパアナグマMeles melesなどに捕食される。本種にとって最も危険な存在は、環境を改変して生息地を減らし個体数の減少を引き起こすヒトである、と多くの研究者は考えている。

## 保護
個体数は減少傾向であると報告されている。
条約レベルとしてはBerne Conventionの附属書IIIに記載され、EUレベルではHabitats Directiveの附属書IIに記載されている。イギリスではWildlife and Countryside Act 1981のSchedule 5になっている。まだ比較的個体数の多い地域があるものの、大きさと特徴的な姿から生物多様性保護のフラグシップ種であると行政や研究者に認識され、保護活動も行われている。ドイツのレッドリストではKategorie 2 („stark gefährdet“) になっている。

## 文化
欧州におけるクワガタムシのシンボル的存在で、本種の画柄を使った切手が多く出ている。古代ギリシアのソポクレス以降、ヨーロッパの文字記録に残されてきた。古代ローマでは大プリニウスが「（本種の）頭を子供の首の周りに下げて病気を追い払う」習わしがあったと記し、現在でも中部ヨーロッパのいくつかの国ではその名残が見られる。フォアアールベルクではさしこみを防ぐお守りとして大顎が、また夜尿症の薬としても使われた。バイエルンでは灰が媚薬とされた。ルネサンスのアルブレヒト・デューラーからアール・ヌーヴォーのアルフォンス・ミュシャ、シュルレアリスムのフェリックス・ラビッス (Félix Labisse) まで、絵画や工芸品にも取り上げられている。

### 名称
雄の大顎に注目した名称が、原産地の諸言語で多く見られる。シカになぞらえたのが英語のstag beetleやスペイン語のciervo volante、フランス語のcerf volant、イタリア語のcervo volante、ドイツ語のHirschkäfer、オランダ語のVliegend hertであり、ウシに例えたものがポルトガル語のvacalouraである。
属名のLucanusは大プリニウスの記した名称によるが、これは古代イタリアの地域名"Lucania"である。

## 飼育
日本産のミヤマクワガタよりも大型なこと、そしてヨーロッパ以外にも亜種がいる事で人気のある種だが、成虫の寿命が短く、輸送などの急激な環境変化に弱いため、外国産のオオクワガタやヒラタクワガタ類はおろか、ノコギリクワガタ類やツヤクワガタ類と比較しても一般流通は少ない。
ミヤマクワガタとは異なり、夏季に気温が高くなる平地にも広く分布することから高温にもある程度耐えられる。しかし、成虫、幼虫共に25℃以下に保つことが望ましく、蛹化・羽化時に高温だと死亡することが多い。産卵も日本の種と比べると容易であり、多産する。

## 亜種
6亜種を認める意見を示す。
原名亜種 L. c. cervus (Linnaeus, 1758)
イギリス南部以南およびヨーロッパ大陸全域。大顎の赤みが濃いのが特徴。原産地で保護対象である。
L. c. turcicus Sturm, 1843
トルコ（ヨーロッパ）・ブルガリア・ギリシア・ルーマニア。大顎内歯がやや前方の方に弱く湾曲するのが特徴。
L. c. akbesianus Planet, 1896（アクベシアヌスミヤマクワガタ）
シリアとトルコの国境付近に産する。体長が90mm以上になる大型種で、後述するL. c. judaicusと同様に頭部が肥大化するように大きい。大顎の基部の湾曲が強くなり、L字に近い形となる。大顎の先端部の開きも大きい。触角6節となり、特大個体の体長は100mmを超え、ミヤマクワガタの仲間では世界最大となる。名称由来はトルコ（旧シリア）領内のアクベシアヌス地方からで、大型個体の体色は原名亜種に比べて黒っぽくなる。
L. c. judaicus Planet, 1902（ユダイクスミヤマクワガタ）
シリア、トルコの国境付近及びアラブ。ジュダイクスミヤマクワガタとも言う。L. c. akbesianusと並ぶ世界最大のミヤマクワガタで、同じく最大で105mm近くにも達するともいわれる。L. c. akbesianusより顎の先端はやや狭まるが、同じように体も頭部も大型化し、特に顎を含めた頭部は体長のおよそ半分を占める程巨大である。全身が白い毛で薄く覆われる。触角は原名亜種同様4節となる。L. c. akbesianusと分布が重なる場合もある。体色は原名亜種よりもややくすんだ赤茶色。
L. c. laticornis Deyrolle, 1864

L. c. syriacus Planet, 1897

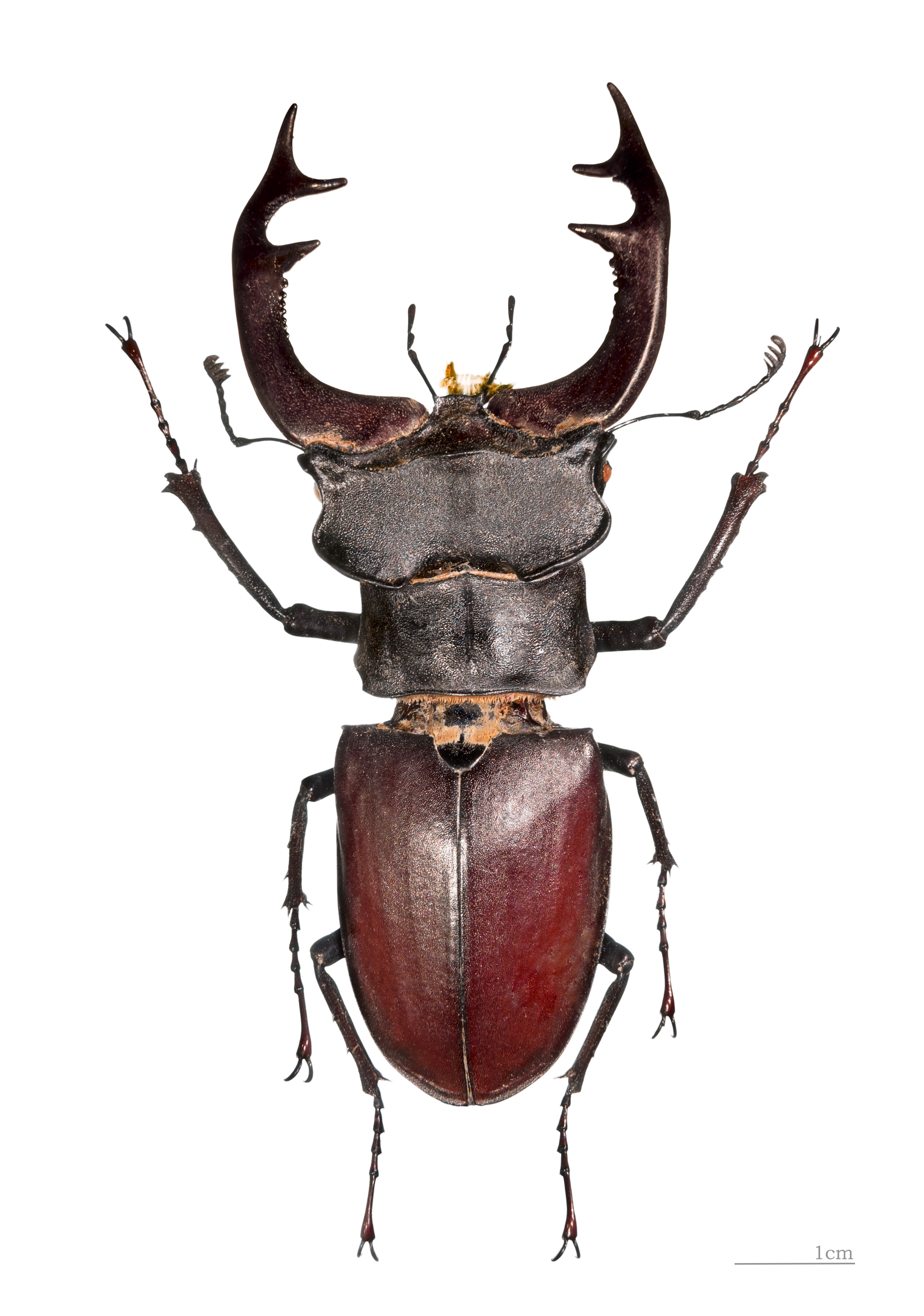
原名亜種 L. c. cervus
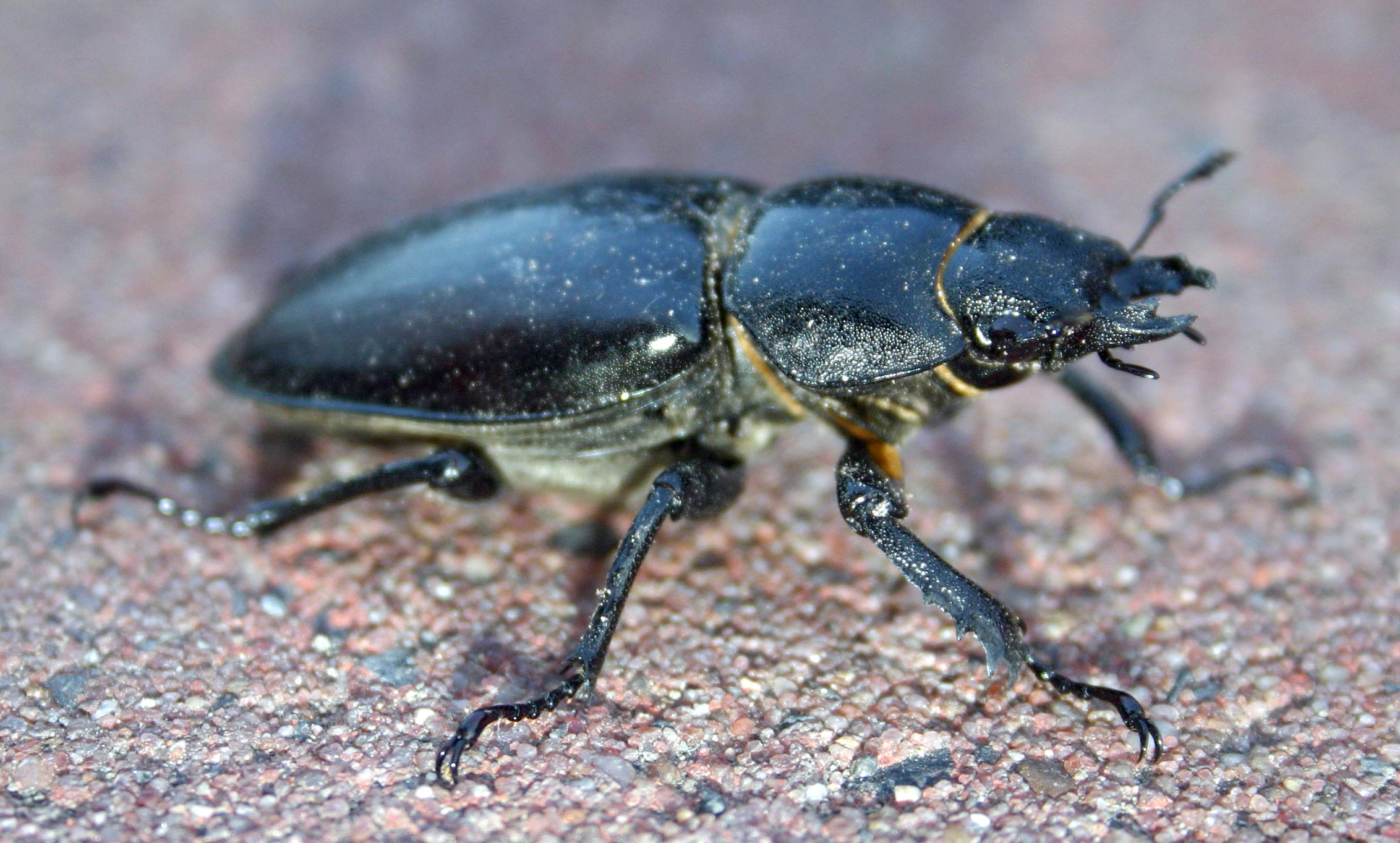
雌は日本のミヤマクワガタよりも、金色の体毛が目立たない。
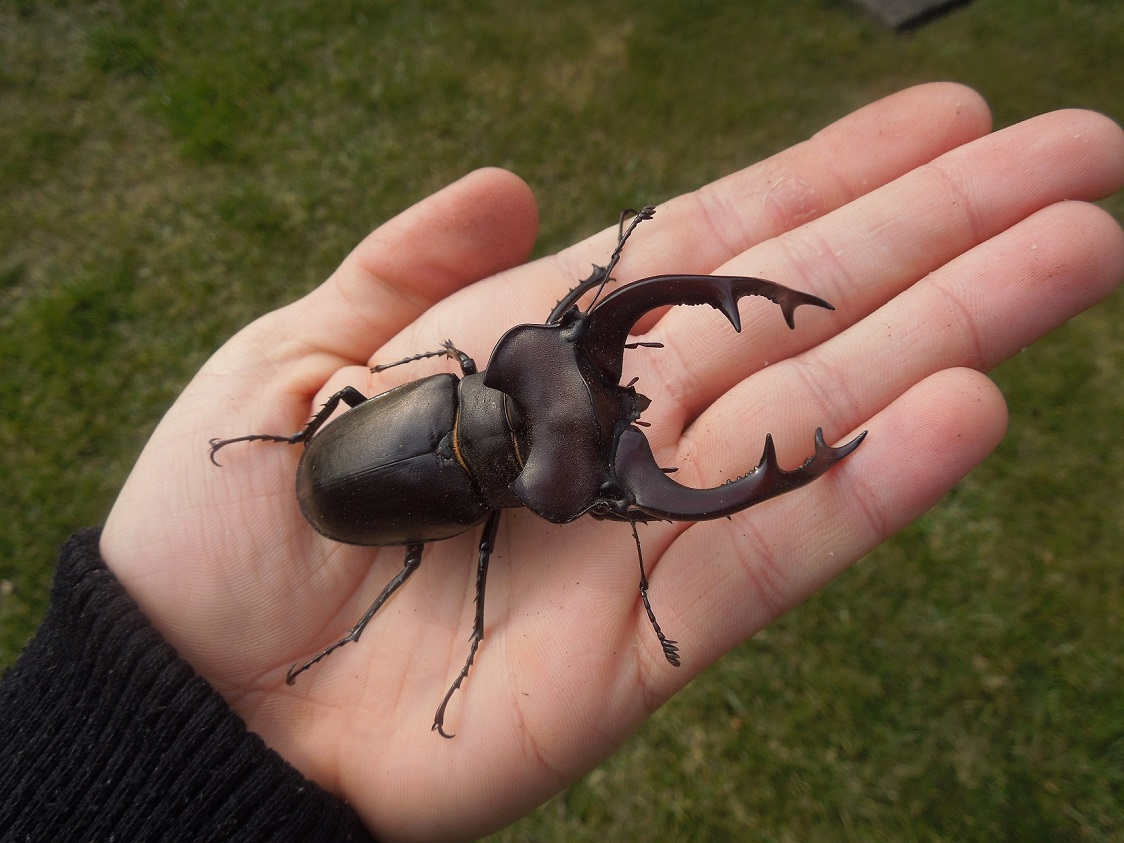
L. c.judaicus
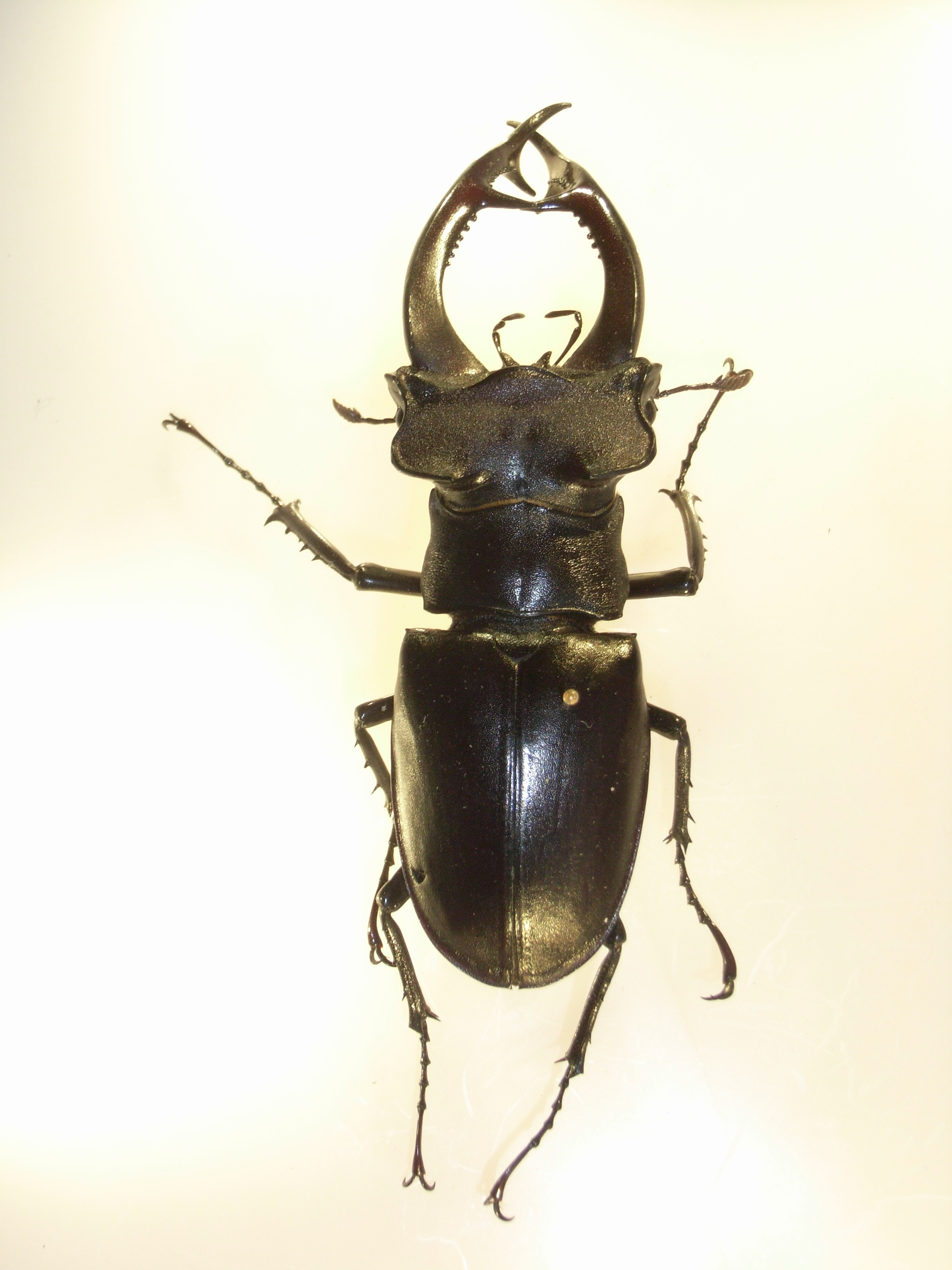
L. c. akbesianus
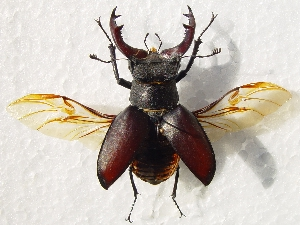
翅を展開した標本
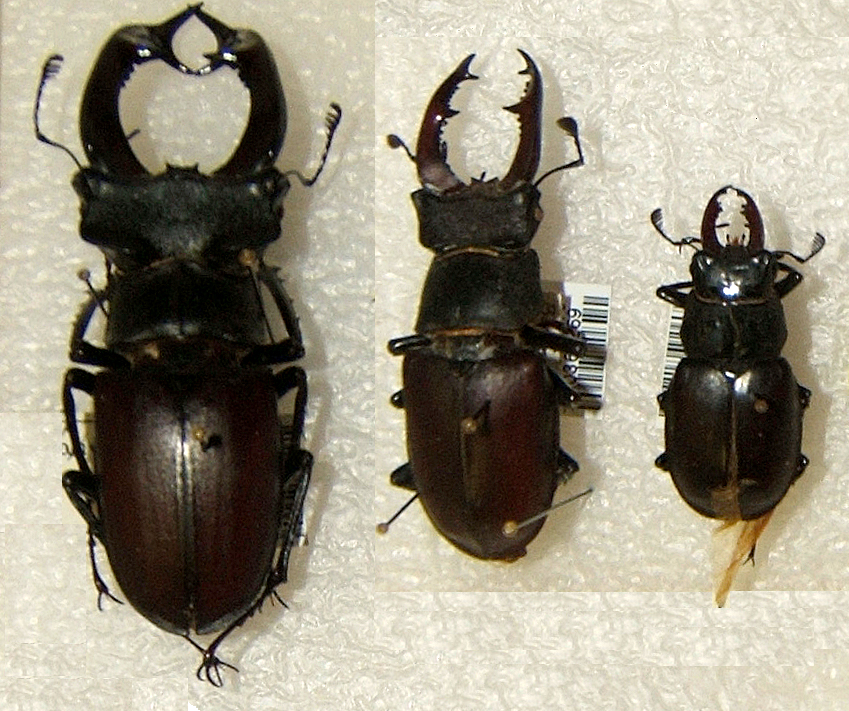
雄の個体変異
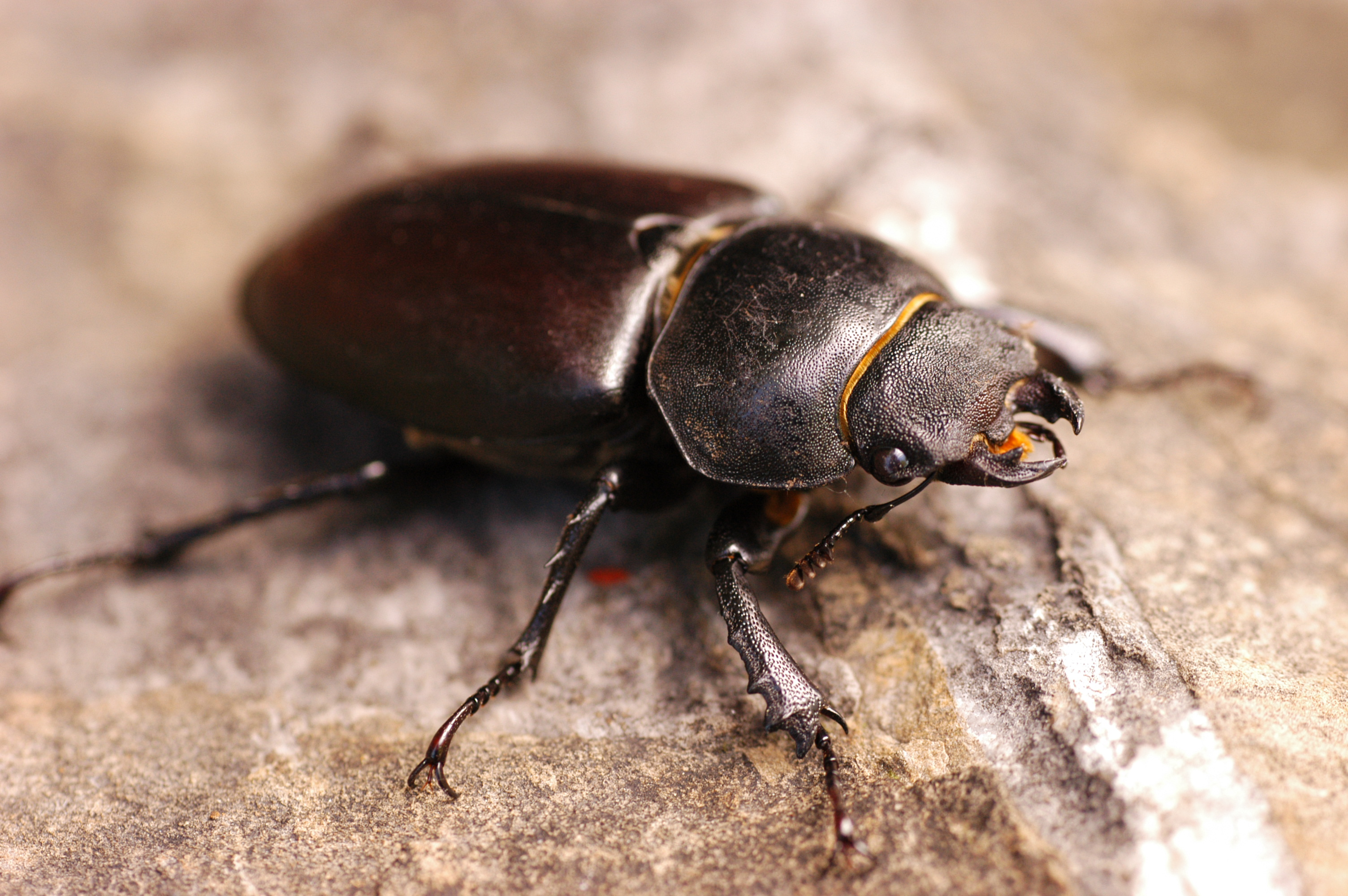
雌
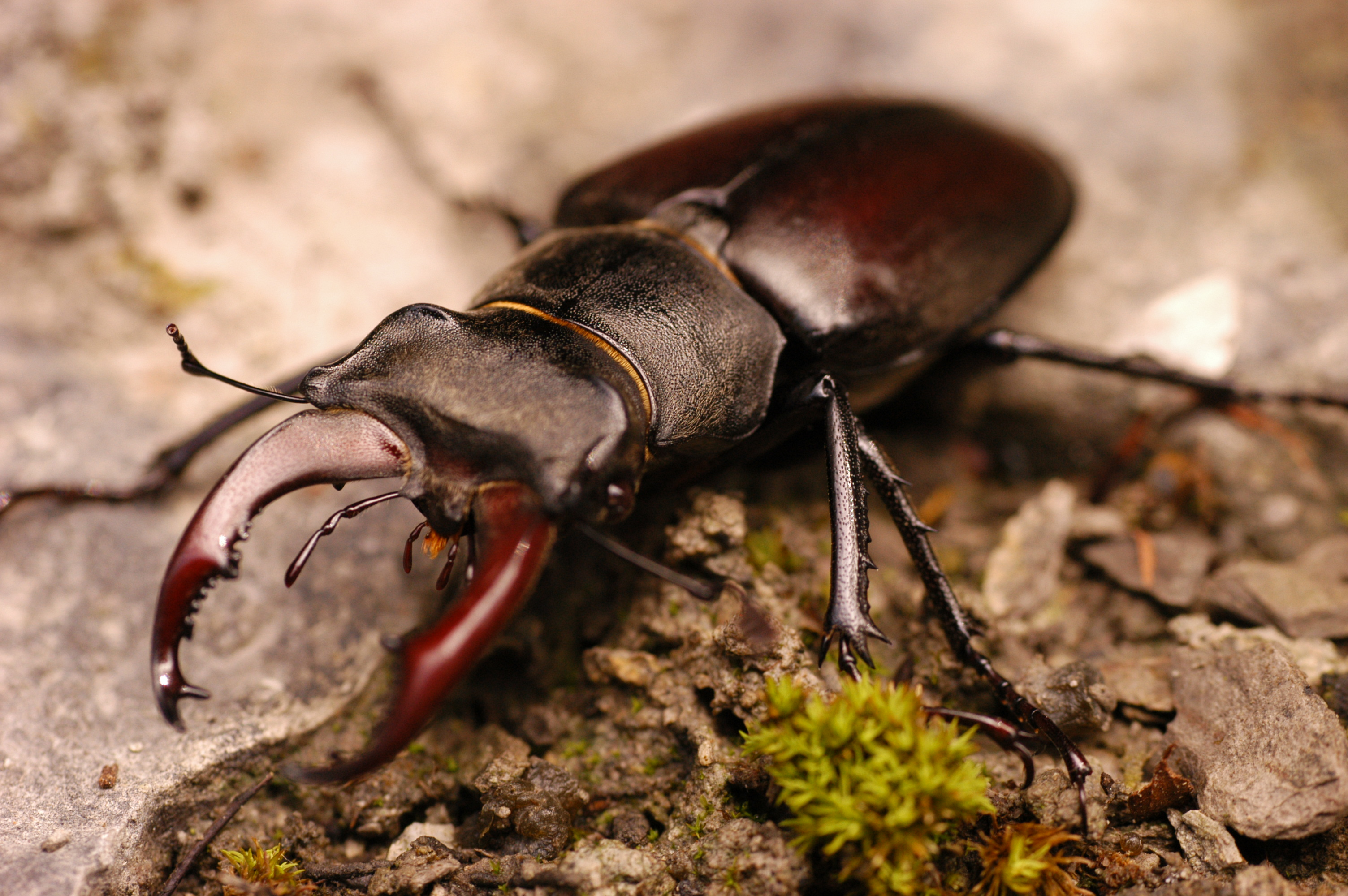
雄
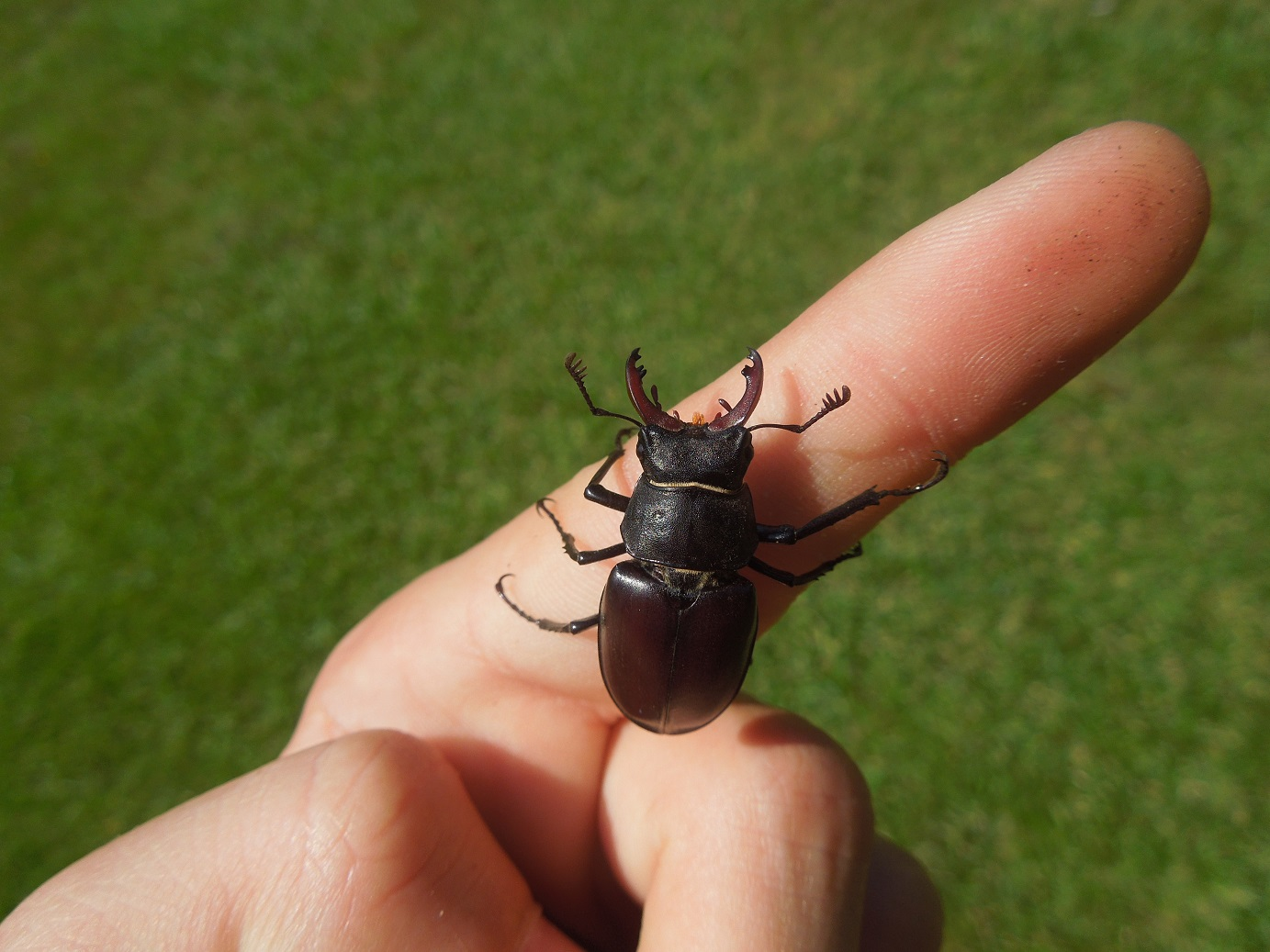
小型雄
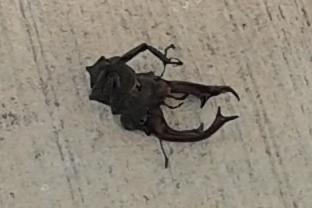
捕食された姿
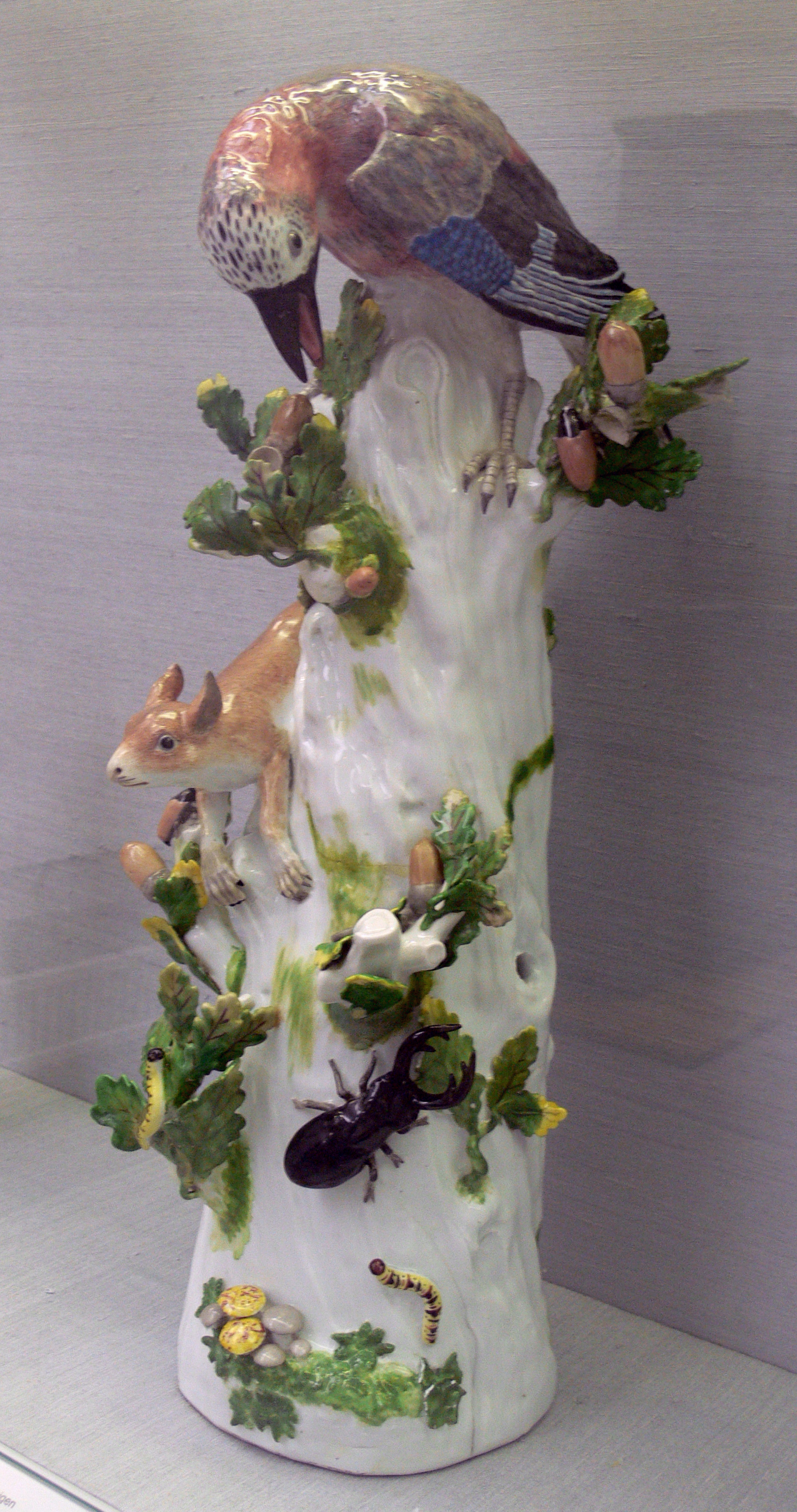
18世紀中葉のマイセン陶器 中央下部に本種
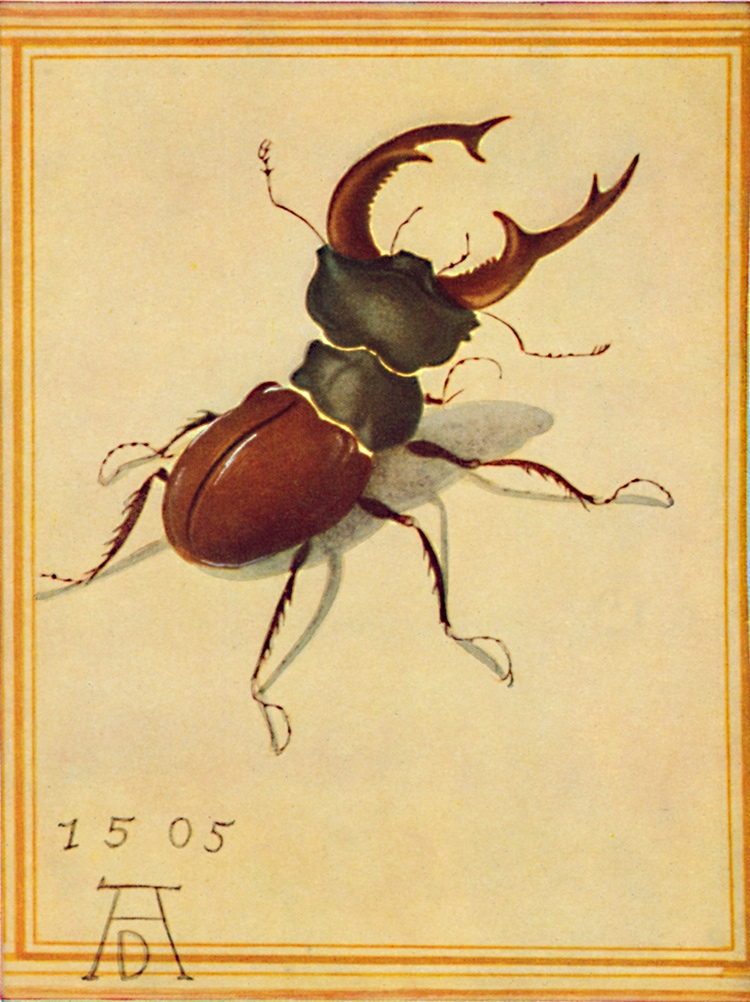
デューラーの水彩画(16世紀)
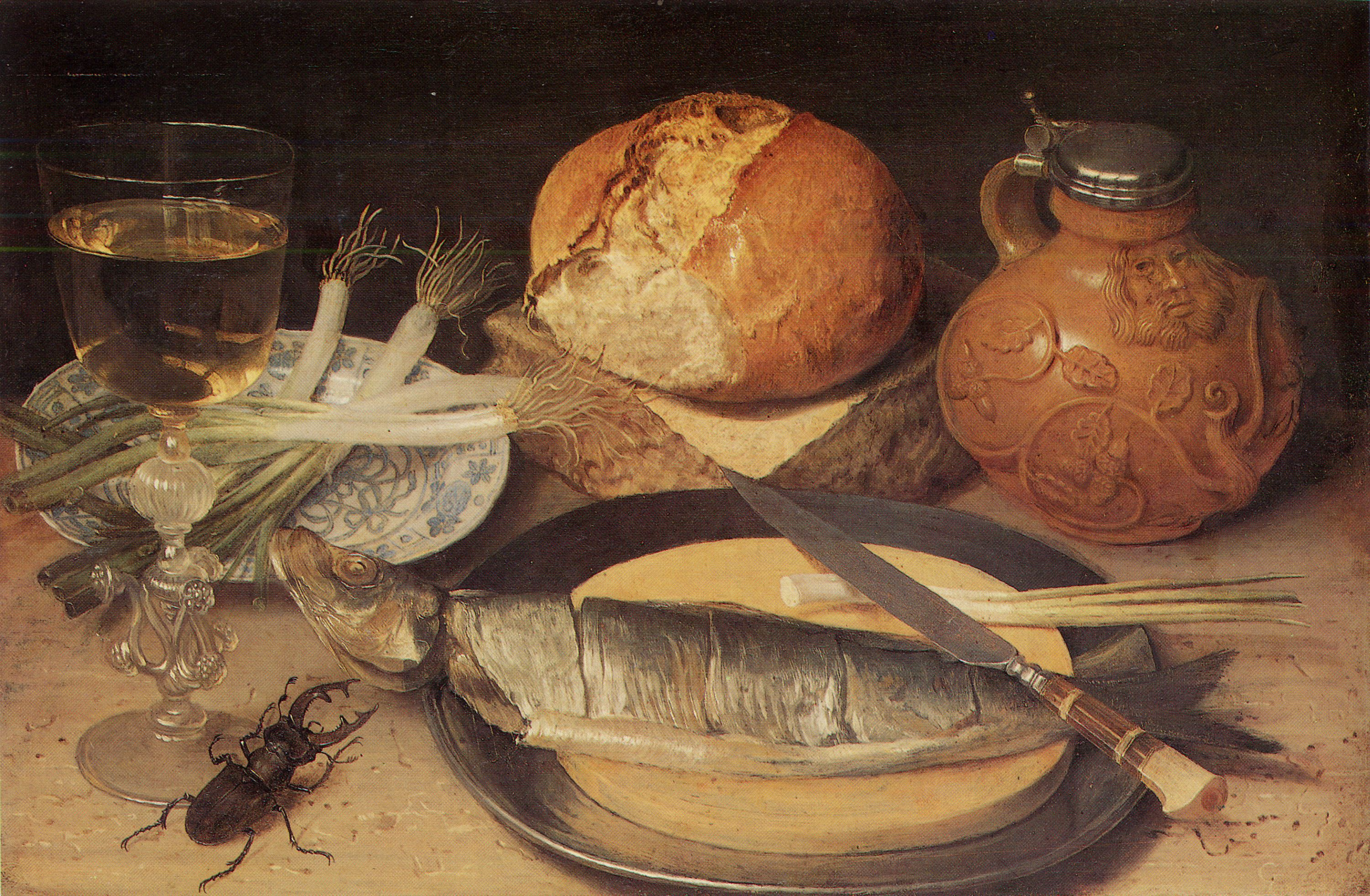
ゲオルク・フレーゲルの静物画(17世紀)